# LURAP1
LURAP1 (англ. Leucine rich adaptor protein 1) – білок, який кодується однойменним геном, розташованим у людей на 1-й хромосомі. Довжина поліпептидного ланцюга білка становить 239 амінокислот, а молекулярна маса — 25 806.
| 10         |  | 20         |  | 30         |  | 40         |  | 50         |
| ---------- |  | ---------- |  | ---------- |  | ---------- |  | ---------- |
| MEGTVESQTP |  | DLRDVEGKVG |  | RKTPEGLLRG |  | LRGECELGTS |  | GALLLPGASS |
| TGHDLGDKIM |  | ALKMELAYLR |  | AIDVKILQQL |  | VTLNEGIEAV |  | RWLLEERGTL |
| TSHCSSLTSS |  | QYSLTGGSPG |  | RSRRGSWDSL |  | PDTSTTDRLD |  | SVSIGSFLDT |
| VAPSELDEQG |  | PPGAPRSEMD |  | WAKVIAGGER |  | ARTEVDVAAT |  | RLGSLRAVWK |
| PPGERLQGGP |  | PESPEDESAK |  | LGFEAHWFWE |  | QCQDDVTFL  |  |            |

A: Аланін

C: Цистеїн

D: Аспарагінова кислота

E: Глутамінова кислота

F: Фенілаланін

G: Гліцин

H: Гістидин

I: Ізолейцин

K: Лізин

L: Лейцин

M: Метіонін

N: Аспарагін

P: Пролін

Q: Глутамін

R: Аргінін

S: Серин

T: Треонін

V: Валін

W: Триптофан

Кодований геном білок за функцією належить до фосфопротеїнів. 
Локалізований у цитоплазмі.